# Fondmetal GR02
Fondmetal GR02 — болид Формулы-1 команды Fondmetal, спроектированный под руководством Серхио Ринланда и построенный для участия в чемпионате 1992 года.

## История
Разработка и производство шасси GR02 велись до лета 1992 года. В первых Гран-при сезона команда Fondmetal использовала доработанную прошлогоднюю модель под индексом GR01, оснащённую двигателем Ford Cosworth HBB5. Этот мотор был модифицированной версией прошлогоднего HBA, который устанавливался на Benetton B191.
Дебют новой машины, разработанной студией Astauto под руководством аргентинского инженера Серхио Ринланда, состоялся на Гран-при Канады 1992 года. К этому времени команда смогла подготовить только одно шасси GR02, за руль которого сел Габриэле Тарквини. Он сумел квалифицироваться 18-м, но в гонке сошел уже на первом круге. В итоге шасси GR02 использовалось командой в семи Гран-при и лишь два раза гонщики команды смогли доехать до финиша. Гран-при Италии 1992 года стал последним в истории команды Fondmetal, которая снялась с чемпионата из-за финансовых проблем.

## Результаты в чемпионате мира Формулы-1
| Год  | Команда          | Двигатель                  | Шины | Пилоты      | 1   | 2   | 3   | 4   | 5   | 6   | 7    | 8    | 9   | 10   | 11   | 12   | 13   | 14  | 15  | 16  | Место | Очки |
| ---- | ---------------- | -------------------------- | ---- | ----------- | --- | --- | --- | --- | --- | --- | ---- | ---- | --- | ---- | ---- | ---- | ---- | --- | --- | --- | ----- | ---- |
| 1992 | Fondmetal F1 SpA | Ford Cosworth HBB5 3,5, V8 | G    |             | ЮАР | МЕК | БРА | ИСП | САН | МОН | КАН  | ФРА  | ВЕЛ | ГЕР  | ВЕН  | БЕЛ  | ИТА  | ПОР | ЯПО | АВС | НКЛ   | 0    |
| 1992 | Fondmetal F1 SpA | Ford Cosworth HBB5 3,5, V8 | G    | Кьеза       |     |     |     |     |     |     |      | Сход |     | НКВ  |      |      |      |     |     |     | НКЛ   | 0    |
| 1992 | Fondmetal F1 SpA | Ford Cosworth HBB5 3,5, V8 | G    | ван де Пуле |     |     |     |     |     |     |      |      |     |      | Сход | 10   | Сход |     |     |     | НКЛ   | 0    |
| 1992 | Fondmetal F1 SpA | Ford Cosworth HBB5 3,5, V8 | G    | Тарквини    |     |     |     |     |     |     | Сход | Сход | 14  | Сход | Сход | Сход | Сход |     |     |     | НКЛ   | 0    |

| Легенда к таблице |                                                                    |
| --- | ------------------------------------------------------------------ |
| В таблице перечислены результаты всех Гран-при Формулы-1, в которых использовался автомобиль. Строками таблицы являются сезоны, столбцами — этапы чемпионата мира. В каждой клетке указаны сокращённое название этапа и результат, дополнительно обозначенный цветом. Расшифровка обозначений и цветов представлена в нижеследующей таблице. |                                                                    |
| \| Пример \| Описание \| \| ------------ \| ------------------------------------------------------------------ \| \| 1 \| Победитель \| \| 2 \| Второе место \| \| 3 \| Третье место \| \| 5 \| Финишировал, заработав очки \| \| Сход \| Не финишировал, но при этом заработал очки \| \| 12 \| Финишировал, не получив очков \| \| НКЛ \| Финишировал, но не попал в финальную классификацию \| \| 15 \| Участвовал вне зачёта, либо по отдельной классификации \| \| 18 \| Не финишировал, но попал в финальную классификацию \| \| Сход \| Не финишировал \| \| НКВ \| Не прошёл квалификацию \| \| НПКВ \| Не прошёл предквалификацию \| \| ДСК \| Дисквалифицирован \| \| ИСК \| Исключён из протокола соревнований \| \| ТТ \| Заявлен для участия только в тренировках \| \| НС \| Участвовал в квалификации, но не стартовал в гонке \| \| Т \| Травмирован или болен \| \| ОТК \| Отказ от участия \| \| НТР \| Прибыл на соревнования, но на трассу не выезжал \| \| НПР \| Был заявлен в числе участников, но не прибыл к началу соревнований \| \| О \| Соревнования отменены \| \| \| Не участвовал \| \| Поул-позиция \| \| \| Быстрый круг \| \| |                                                                    |
| Пример | Описание                                                           |
| 1 | Победитель                                                         |
| 2 | Второе место                                                       |
| 3 | Третье место                                                       |
| 5 | Финишировал, заработав очки                                        |
| Сход | Не финишировал, но при этом заработал очки                         |
| 12 | Финишировал, не получив очков                                      |
| НКЛ | Финишировал, но не попал в финальную классификацию                 |
| 15 | Участвовал вне зачёта, либо по отдельной классификации             |
| 18 | Не финишировал, но попал в финальную классификацию                 |
| Сход | Не финишировал                                                     |
| НКВ | Не прошёл квалификацию                                             |
| НПКВ | Не прошёл предквалификацию                                         |
| ДСК | Дисквалифицирован                                                  |
| ИСК | Исключён из протокола соревнований                                 |
| ТТ | Заявлен для участия только в тренировках                           |
| НС | Участвовал в квалификации, но не стартовал в гонке                 |
| Т | Травмирован или болен                                              |
| ОТК | Отказ от участия                                                   |
| НТР | Прибыл на соревнования, но на трассу не выезжал                    |
| НПР | Был заявлен в числе участников, но не прибыл к началу соревнований |
| О | Соревнования отменены                                              |
| | Не участвовал                                                      |
| Поул-позиция |                                                                    |
| Быстрый круг |                                                                    |